# Nippotaenia contorta
Nippotaenia contorta är en plattmaskart som beskrevs av Hine 1977. Nippotaenia contorta ingår i släktet Nippotaenia och familjen Nippotaeniidae. Inga underarter finns listade i Catalogue of Life.